# Torrent de la Baga del Coll de Portella
El torrent de la Baga del Coll de Portella és un torrent que discorre pel terme municipal de Monistrol de Calders, de la comarca del Moianès.
Es forma en el vessant nord-occidental del Coll de Portella, des d'on davalla cap al nord-est, travessant la Baga del Coll de Portella -on deixa a la dreta el Forn del Peneta i a l'esquerra la Font del Planter i després la Llandriga, i va a abocar-se en la riera de Sant Joan a l'extrem sud-occidental del Pont del Tasar.